# Park Yong-rae

Park Yong-rae fue un poeta surcoreano.

## Biografía
Park Yong-rae nació el 14 de agosto de 1925 en Buyeo, provincia de Chungcheong del Sur, Corea del Sur, y murió el 21 de noviembre de 1980. Se graduó de la escuela secundaria comercial Ganggyeong y debutó en 1956 con el poema "Canción de otoño". Trabajó como empleado de banco y profesor de escuela secundaria.

## Obra
La evolución de la carrera como poeta de Park Yong-rae puede dividirse en cuatro períodos principales. El primer periodo de su carrera, desde mediados de 1940 hasta la publicación de su primera recopilación Granizo (Ssarangnun), presenta principalmente el motivo de la prístina conciencia de la soledad y la desesperación. Los poemas del segundo periodo, que incluye toda su obra después de Granizo (Ssarangnun) hasta la publicación de la recopilación Cola de zorro (Gangajipul), se centra en la pureza de los fenómenos naturales, conmemorándola vacía de los artificios y las pretensiones construidas por el hombre que contaminan el mundo. La poesía del tercer periodo, después de la publicación de Colas de zorro (Gangajipul) a la publicación de Pedúnculo blanco (Baekbarui kkotdaegung), proporciona un contraste más acusado con los poemas de los dos periodos anterior. Estos poemas, que celebraran una conciencia lírica rústica, también incluyen análisis de las relaciones entre las personas, además de hablar sobre el espectro de la muerte.
En el cuarto periodo, final de su vida, se enfrenta a la realidad con atrevimiento e introspección. Sus memorias se intensifican y su poesía empieza a tomar un rumbo más filosófico, empezando a pensar más en profundidad sobre la muerte y la soledad esencial. Sus obras de este período ofrecen un cambio en la perspectiva del artista: rechaza el escapismo de su obra anterior y extiende su visión del mundo. Empieza a mostrar una nueva conciencia del mundo y una nueva filosofía personal, también prueba utilizar el significado oriental del vacío para descubrir la vida en su totalidad. Filtró los sentimientos a su esencia más pura y empezó a escribir versos bruscos, pero aun así bellos. Su inmersión total en este método poético, su rechazo de la frivolidad o charlatanería, dejó atrás todo lenguaje innecesario a su arte y dio mucha más importancia a los espacios vacíos entre los versos, incluso más que a los versos en sí. Los poemas también están hechos para que sean agradables estéticamente; la forma del poema se apoya en las metáforas visuales y auditivas.
Aunque algunos críticos etiquetan su poesía como monótona y monocromática, la estructura desnuda y la escasez de palabras de su poesía son esenciales para llevar el foco de atención a los objetos de la memoria. Incluso su técnica de acabar los versos de los poemas con nombres o sufijos nominales en vez de usar la estructura de la oración con el verbo al final típica del coreano, es una prueba de que la forma y el contenido son partes integrales de la poesía de Park Yong-rae.

## Obras en coreano (lista parcial)
- Granizo (Ssaraknun, 1969)
- Cola de zorro (Gang-ajipul, 1975)
- Mar lejano (Meon Bada, 1984)

## Premios
- Premio de autor de literatura coreana (1980)
- Premio de poesía contemporánea (1969)
- Premio Chungnam de cultura (1961)